# Freiriz
Freiriz ist eine Gemeinde im Norden Portugals.
Freiriz gehört zum Kreis Vila Verde im Distrikt Braga, besitzt eine Fläche von 5,8 km² und hat 1056 Einwohner (Stand 19. April 2021).